# Little Jimmy Dickens
Little Jimmy Dickens, Little Jimmy Dickens (Bolt, 1920. december 19. – Nashville, 2015. január 2.) amerikai countryénekes, dalszerző. Humoros, újszerű dalairól, kis méretéről (150 cm) és strasszokkal kirakott ruháiról volt híres. 1948-ban a Grand Ole Opry tagjaként indult, 2015-ös halála előtt Little Jimmy Dickens volt a Grand Ole Opry legidősebb élő tagja.

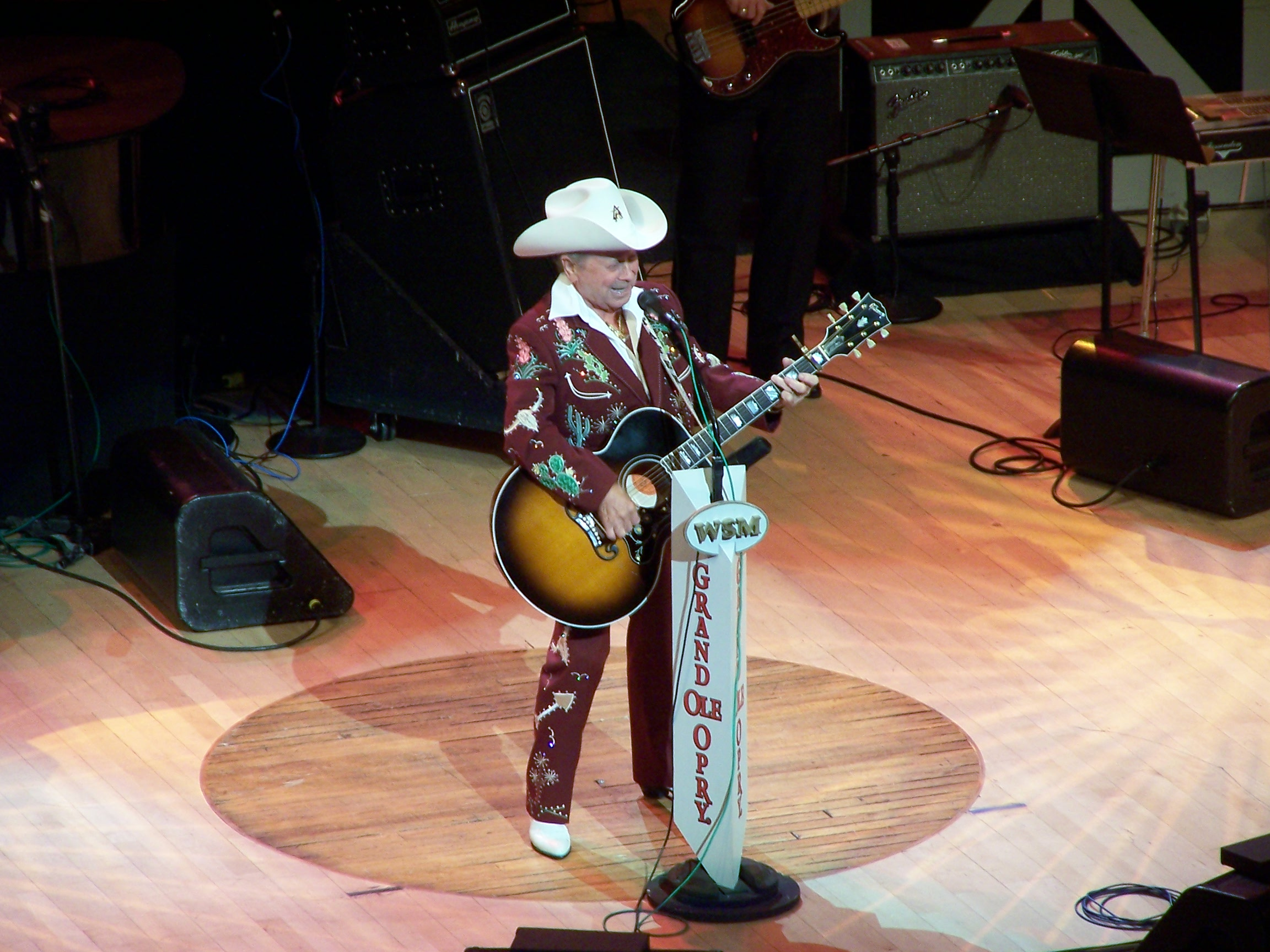
Grand Ole Opry, 2004

## Pályafutása
Dickens tizenhárom gyermek közül a legfiatalabbként nőtt fel egy nyugat-virginiai farmon. Kiskorától kezdve countryzenészi karrierről álmodott. 17 éves korában csatlakozott egy helyi rádióállomáshoz, ahol rendszeresen fellépett „Jimmy, The Kid” néven. A következő években többször is változtatta lakhelyét és rádióállomását, mígnem Roy Acuff 1946-ban felfedezte. Acuff meghívta a mindössze 150 cm magas Dickenst, hogy játsszon vele a Grand Ole Opry-ban. 1948-as debütálása rendkívül sikeres volt, és a Little Jimmy Dickens állandó tagja  lett a countryzene legfontosabb műsorának.
1949-ben lemezszerződést kapott a Columbia Recordsdtól. Az első kislemez, a „Take An Old Cold Tater (And Wait)” rögtön bekerült a top 10-be. Következő dalai, (köztük a Felice és Boudleaux Bryant által írt Country Boy és A-Sleeping At The Foot Of The Bed, valamint a Hillbilly Fever is) sikeresek voltak.
A következő években ritkán szerepelt a slágerlistákon. Hagyományorientált zenéjének nem volt könnyű versenyre kelnie az akkori Nashville-i hangzással. Csak 1962-ben született meg a következő top 10-es slágere, a „Violet And The Rose”. Három évvel később legnagyobb sikerét a „May The Bird Of Paradise Flow Up Your Nose” című száma érte el. Ez a dal országszerte híressé tette. Ezekben az években bejárta Európát és a Távol-Keletet is.
Ezt követően többször is váltott kiadót, de korábbi sikereit már nem tudta megismételni. Továbbra is kapcsolatban maradt a Grand Ole Opry-val, ahol az egyik legnépszerűbb sztár maradt.
1982-ben a Little Jimmy Dickenst beiktatták a Country Music Hall of Fame-be. Későbbi éveiben betegségekkel küzdött, és hosszú időt kellett kórházban töltenie. 2008-ban ünnepelte 60. évfordulóját a Grand Ole Opry tagjaként. A Brad Paisley, Trace Adkins és George Jones szervezte találkozón megünnepelték az Opryban, amelyen ő maga is részt vett.

## Albumok
- 1954: Old Country Church
- 1960: Big Songs by Little Jimmy Dickens
- 1962: Little Jimmy Dickens Sings Out Behind the Barn
- 1965: Handle with Care
- 1965: May the Bird of Paradise Fly Up Your Nose
- 1968: Big Man in Country Music
- 1968: Jimmy Dickens Sings
- 1969: Jimmy Dickens Comes Callin’

## Filmek
- Little Jimmy Dickens az IMDb-n

## Díjak
- 1993: Country Music Hall of Fame a Country Music Association-tól
- 1989: Golden ROPE Award, Reunion of Professional Entertainers-től
- 2004: CMT Flame Worthy Video Music Awards, Country Music Television
- 2005: Cliffie Stone Pioneer Award, Academy of Country Music
- 2007: Nyugat-Virginia Music Hall of Fame
- 2010: Music City Walk of Fame, Nashville Convention & Visitors Corp Foundation

## Fordítás
- Ez a szócikk részben vagy egészben  a   Little Jimmy Dickens című német Wikipédia-szócikk ezen változatának fordításán alapul.  Az eredeti cikk szerkesztőit annak laptörténete sorolja fel. Ez a jelzés csupán a megfogalmazás eredetét és a szerzői jogokat jelzi, nem szolgál a cikkben szereplő információk forrásmegjelöléseként.